# 這個夏天有異性
《這個夏天有異性》是一套在2002年6月上映的香港青春電影，由青春偶像Twins、王傑及Shine合演。

## 故事大綱
故事講述兩位20歲的女主角都希望在這個夏天一嘗戀愛的滋味。
在一場3人街坊籃球比賽中，啦啦隊隊員琪琪（蔡卓妍飾）愛上了德榮豬肉店的籃球隊隊員峰（徐天佑飾），另一位啦啦隊成員KAMMY（鍾欣桐飾）則愛上了一個自備雨傘並為她遮雨的中年大叔（王傑飾）。
某天，KAMMY在工作的內衣店裡遇到了中年大叔。原來大叔陪同年邁的母親（李楓飾）前往內衣店購物……
這邊，峰的不羈讓琪琪不知如何是好。另一邊廂，KAMMY哥哥（周永恆飾）也對琪琪表示好感。到底他們能否開花結果呢？

## 演員表
- 蔡卓妍　飾演　蔡琪（琪琪）
- 鍾欣桐　飾演　Kammy 鍾乐珊
- 王　傑　飾演　Danny 张力（花名：蜥蜴仔）
- 許紹雄　飾演　Louis / 琪琪父
- 黃偉文　飾演　阿金 （花名：长毛） / Louis及Danny舊同學
- 鄒凱光　飾演　陈启希 / Louis及Danny舊同學
- 周永恆　飾演　鍾樂海/Kammy哥
- 徐天佑　飾演　峰
- 黃又南　飾演　阿瑞
- 盧淑儀　飾演 潺仔強 / 峰前女友
- 蔡安蕎　飾演 Karen / Louis女友
- 李楓　飾演 Danny母
- Ricardo Mamood　飾演　German Actor in Old B+W Movie
- 利沙華　飾演
- 馬偉豪　飾演
- 蕭洪　飾演
- 李子明　飾演
- 陳慶航　飾演
- 陳珮瑤  飾演

## 配樂
- 眼紅紅 - TWINS
- 愛不起 - 王杰
- 從不知 - 郭小霖

## 外部連結
- 開眼電影網上《這個夏天有異性》的資料（繁體中文）
- 豆瓣电影上《這個夏天有異性》的資料 （简体中文）
- 时光网上《這個夏天有異性》的資料（简体中文）
- 爛番茄上《這個夏天有異性》的資料（英文）
- 香港影庫上《這個夏天有異性》的資料（繁體中文）
- 互联网电影数据库（IMDb）上《這個夏天有異性》的资料（英文）
- 香港影庫上《這個夏天有異性》的資料（繁體中文）